# Ткачук, Константин Нифонтович
 Константин Нифонтович Ткачук (род. 12 декабря 1935, Черкасская область) — советский и украинский учёный в области горного дела, горный инженер. Доктор технических наук (1972), профессор (1973). Вице-президент Академии горных наук Украины (1991). Лауреат Государственной премии Украины в области науки и техники (1999).

## Биография
Родился 12 декабря 1935 года на территории нынешней Черкасской области.
В 1959 году окончил Киевский политехнический институт.
В 1959—1972 годах — мастер карьера Новокриворожского горно-обогатительного комбината (Кривой Рог), начальник отдела треста «Полтаваспецстрой», инженер института «Кривбасспроект».
В 1972—1983 годах — в Криворожском горнорудном институте: старший преподаватель, доцент, профессор; заведующий кафедрой разрушения горных пород.
Учредитель и первый директор Национального научно-исследовательского института безопасности труда (Киев). В 1973—2007 годах — заведующий кафедрой охраны труда в Национальном политехническом университете «КПИ», c 2007 года — профессор кафедры охраны труда, промышленной и гражданской безопасности.

## Научная деятельность
Специалист в области разрушения горных пород взрывом и безопасности труда в горнодобывающей промышленности. Автор более 250 научных работ.

### Научные труды
- К. Н. Ткачук. Взрывные рабoты в гoрнoруднoй прoмышленнoсти : учебное пособие для горных институтов и факультетов. — Киев : Вища школа, 1978. — 270 с.
- К. Н. Ткачук. Безопасность труда в промышленности : справочник / К. Н. Ткачук, и др. — Киев : Технiка, 1982. — 232 с.
- К. Н. Ткачук. Взрывные работы в горнорудной промышленности / К. Н. Ткачук, и др. — Киев, 1990.
- К. Н. Ткачук. Охорона праці :  [укр.] / К. Н. Ткачук, и др. — Киев, 1998.

## Награды
- Государственная премия Украины в области науки и техники (1 декабря 1999)[2] — за создание высокоэффективных экологоориентированных технологий добычи полезных ископаемых на основе управления состоянием горного массива и внедрение их на карьерах Украины[3].